# Валгаци
Валгаци или Валгат (грч. Καμποχώρι, Камбохори) је насељено место у општини Пеонија у периферији Средишња Македонија, Грчка. Према попису из 2021. године било је 106 становника.
Према бугарском географу и историчару, Василу Канчову, у Валгацима је 1900. године живело 140 Словена хришћана. Године 1925. већина мештана је принудно исељена у Бугарску (147 особа) а на њихово место је насељено 65 избегличких породица из Киздервента у Анадолији (потомака Словена из Меглена) и мањи број грчких породица из Понта. На попису из 1940. године Валгаци су имали 310 становника, од чега је бил 30 Словена.